# Arnebia densiflora
Arnebia densiflora är en strävbladig växtart som först beskrevs av Carl Friedrich von Ledebour, och fick sitt nu gällande namn av Carl Friedrich von Ledebour. Arnebia densiflora ingår i släktet Arnebia och familjen strävbladiga växter. Inga underarter finns listade i Catalogue of Life.